# Lucien Lamoureux (fransk politiker)

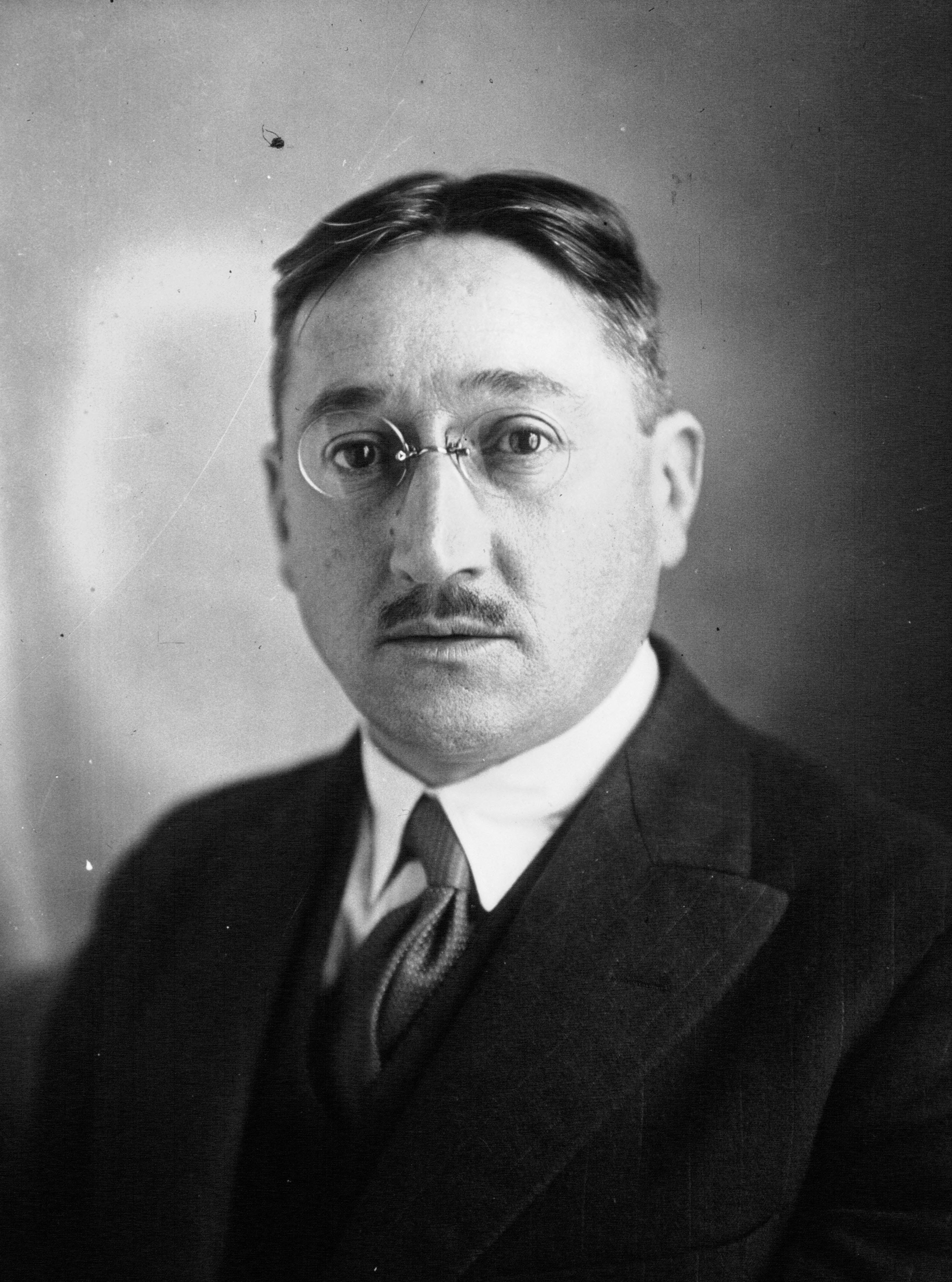
Lucien Lamoureux

Lucien Lamoureux, född 16 september 1888, död 5 augusti 1973, var en fransk politiker och advokat.
Lamoureux blev deputerad 1919, var specialist i finansiella och kommersiella frågor. Han tillhörde radikal-socialistiska gruppen och var upprepade gånger finansutskottets generalrapportör. Lamoureux var undervisningsminister 1926, minister för kolonierna 1930 och budgetminister i Édouard Daladiers regering 1933. Lamoureux var senare arbetsmarknadsminister 1934, minister för kolonierna 1934, handelsminister 1934 och finansminister 1940.